# Becoming
Becoming este un film românesc din 2013 regizat de Andrei Sopon.